# Sioux Center
Sioux Center är en stad (city) i Sioux County, i delstaten Iowa, USA. Enligt United States Census Bureau har staden en folkmängd på 7 087 invånare (2011) och en landarea på 16,4 km².
Sioux Center är säte för Dordt University.